# LATAM Cargo Colombia
LATAM Cargo Colombia, voorheen LANCO (Línea Aérea Carguera de Colombia S.A.), is een Colombiaanse vrachtluchtvaartmaatschappij en maakt deel uit van de LATAM Airlines Group. De maatschappij heeft haar hub op de luchthaven van Bogotá en bases op de luchthavens van Medellín en Miami. De maatschappij voert vluchten uit binnen alle Amerika’s, naar Europa en Senegal.

## Geschiedenis
LATAM Cargo Colombia werd in februari 2009 opgericht als LANCO, maar de naam werd nog in datzelfde jaar veranderd naar LAN Cargo. De maatschappij groeide de jaren daarna flink en verdrievoudigde het aantal vluchten vanuit Colombia tussen 2019 en 2023. LATAM Cargo Colombia is een zusterbedrijf van LATAM Cargo Brasil en LATAM Cargo Chile en een dochteronderneming van de LATAM Airlines Group. De maatschappij voerde in 2023 de eerste internationale vlucht met SAF uit voor de LATAM Airlines Group.

## Vloot

### Huidige vloot

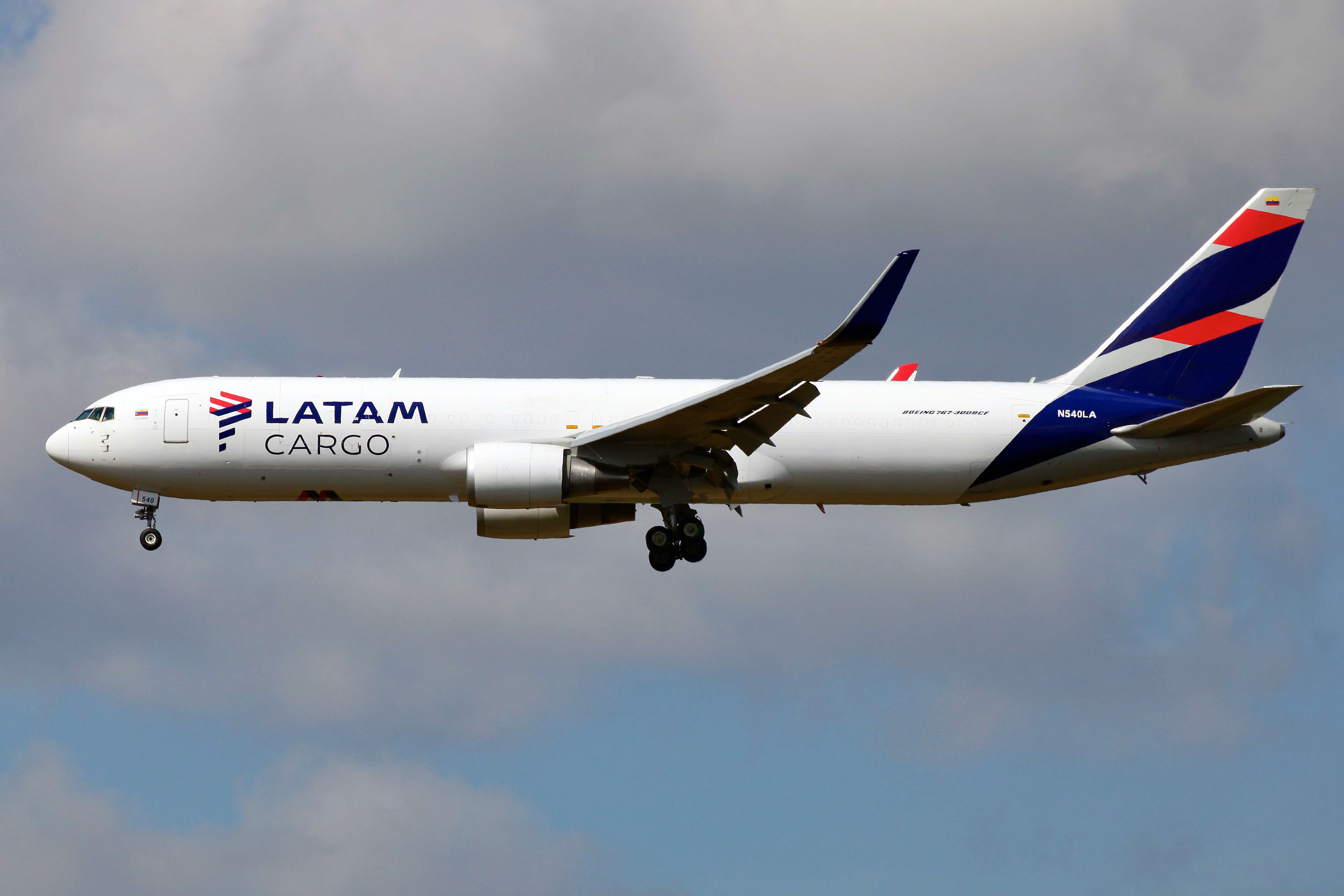
Een Boeing 767-300ER/BCF van LATAM Cargo Colombia

De vloot van LATAM Cargo Colombia bestaat uit de volgende toestellen (augustus 2024):
| Type                 | In dienst | Orders | Opmerkingen              |
| -------------------- | --------- | ------ | ------------------------ |
| Boeing 767-300ER/BCF | 9         | —      | 3 uitgevoerd door 21 Air |
| Boeing 767-300F      | 3         | —      |                          |
| Totaal               | 12        | —      |                          |

### Voormalige vloot

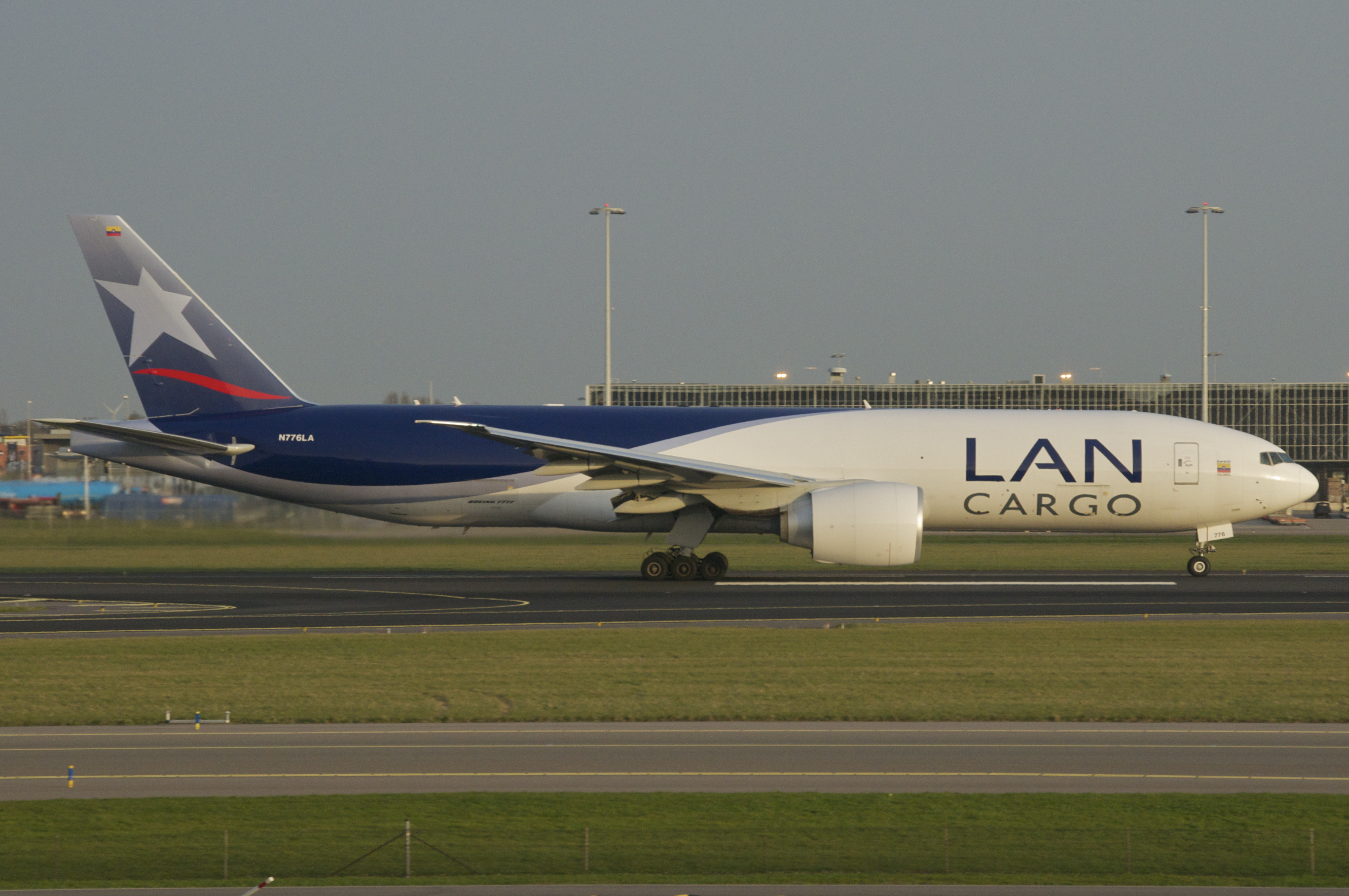
Voormalige Boeing 777F

De vloot van LATAM Cargo Colombia bestond ook uit de volgende toestellen:
| Type           | Aantal | In dienst | Uitgefaseerd | Opmerkingen |
| -------------- | ------ | --------- | ------------ | ----------- |
| Boeing 767-300 | 1      | 2019      | 2020         | reg. N544LA |
| Boeing 777F    | 1      | 2012      | 2018         | reg. N776LA |

## Bestemmingen
LATAM Cargo Colombia biedt vrachtvluchten aan naar de volgende bestemmingen (augustus 2024):
| Land                   | Stad            | Luchthaven                                          | Opmerkingen |
| ---------------------- | --------------- | --------------------------------------------------- | ----------- |
| Argentinië             | Buenos Aires    | Aeropuerto Internacional Ministro Pistarini         |             |
| België                 | Brussel         | Brussels Airport                                    |             |
| Brazilië               | Campinas        | Aeroporto Internacional de Viracopos/Campinas       |             |
| Brazilië               | Curitiba        | Aeroporto Internacional de Curitiba                 |             |
| Brazilië               | Florianópolis   | Aeroporto Internacional Hercílio Luz                |             |
| Brazilië               | Manaus          | Aeroporto Internacional de Manaus                   |             |
| Brazilië               | Recife          | Aeroporto Internacional do Recife                   |             |
| Brazilië               | Rio de Janeiro  | Aeroporto Internacional do Rio de Janeiro-Galeão    |             |
| Brazilië               | São Paulo       | Aeroporto Internacional de São Paulo-Guarulhos      |             |
| Chili                  | Antofagasta     | Aeropuerto Nacional Andrés Sabella Gálvez           |             |
| Chili                  | Santiago        | Aeropuerto Internacional Arturo Merino Benítez      |             |
| Colombia               | Barranquilla    | Aeropuerto Internacional Ernesto Cortissoz          |             |
| Colombia               | Bogotá          | Aeropuerto Internacional El Dorado                  | hub         |
| Colombia               | Cali            | Aeropuerto Internacional Alfonso Bonilla Aragón     |             |
| Colombia               | Medellín        | Aeropuerto Internacional José María Córdova         | basis       |
| Costa Rica             | San José        | Internationale luchthaven Juan Santamaría           |             |
| Dominicaanse Republiek | Santo Domingo   | Las Américas International Airport                  |             |
| Duitsland              | Frankfurt       | Flughafen Frankfurt am Main                         |             |
| Ecuador                | Guayaquil       | Aeropuerto Internacional José Joaquín de Olmedo     |             |
| Ecuador                | Quito           | Aeropuerto Internacional Mariscal Sucre             |             |
| Guatemala              | Guatemala-Stad  | Internationale luchthaven La Aurora                 |             |
| Guyana                 | Georgetown      | Cheddi Jagan International Airport                  |             |
| Nederland              | Amsterdam       | Luchthaven Schiphol                                 |             |
| Panama                 | Panama-Stad     | Internationale luchthaven Tocumen                   |             |
| Paraguay               | Asunción        | Aeropuerto Internacional Silvio Pettirossi          |             |
| Paraguay               | Ciudad del Este | Aeropuerto Internacional Guaraní                    |             |
| Peru                   | Lima            | Aeropuerto Internacional Jorge Chávez               |             |
| Senegal                | Dakar           | Luchthaven Dakar                                    |             |
| Spanje                 | Madrid          | Aeropuerto Adolfo Suárez Madrid-Barajas             |             |
| Uruguay                | Montevideo      | Aeropuerto Internacional de Carrasco                |             |
| Venezuela              | Caracas         | Aeropuerto Internacional de Maiquetía Simón Bolívar |             |
| Verenigde Staten       | Chicago         | O'Hare International Airport                        |             |
| Verenigde Staten       | Los Angeles     | Los Angeles International Airport                   |             |
| Verenigde Staten       | Miami           | Internationale Luchthaven Miami                     | basis       |

## Incidenten en ongevallen
- Op 20 juni 2023 stallde een Boeing 767-300ER/BCF met registratie CC-CXK tot twee keer toe tijdens een doorstart op de luchthaven van Frankfurt. Het toestel verloor hoogte en raakte uit koers, maar kon weer klimmen naar de gewenste hoogte en richting en landde alsnog veilig op de luchthaven.[8]